# Grace de Mònaco
Grace de Mònaco (títol original en anglès, Grace of Monaco) és una pel·lícula francoestatunidenca de 2014 sobre la vida de Grace Kelly com a princesa de Mònaco, dirigida per Olivier Dahan i escrita per Arash Amel. La cinta és protagonitzada per Nicole Kidman en el paper principal. i l'acompanyen en els papers més menors Frank Langella, Parker Posey, Derek Jacobi, Paz Vega, Roger Ashton-Griffiths, Milo Ventimiglia i Tim Roth.
La pel·lícula va obrir el Festival de Cannes de 2014 mantenint-se fora de la competició. La seva estrena en cartellera va ser el 15 de maig d'aquell mateix any a Alemanya arribant a la resta de cinemes durant els dies següents.

## Argument
Grace de Mònaco se centra en la crisi personal i política que va viure Grace Kelly durant el conflicte de 1962 que va enfrontar el Principat de Mònaco amb la França de Charles de Gaulle.
Mentre el govern de Mònaco vivia moments tensos amb França que amenaçava d'annexionar-se el Principat, la princesa es va veure obligada a escollir entre la seva família i la seva carrera professional a Hollywood. Sis anys després de contraure núpcies amb el Príncep Rainier i de convertir-se en Altesa Sereníssima, el seu matrimoni feia aigües i Alfred Hitchcock li va proposar protagonitzar la seva següent pel·lícula Marnie · . Temptada pels estudis cinematogràfics, va considerar la idea de retornar al cinema seriosament. Tanmateix, el seu deure com a consort del cap d'estat i monarca, i l'intent de «cop d'Estat» ordit per la seva cunyada Antoinette de Mònaco, que espiava pel govern francès, van fer que es retirés definitivament. Amb el beneplàcit del seu marit, va tenir un paper decisiu en la resolució del conflicte fiscal que van viure Mònaco i França.

## Repartiment
- Nicole Kidman: Grace Kelly
- Tim Roth: Rainier III de Mònaco
- Frank Langella: Pare Francis Tucker
- Parker Posey: Madge Tivey-Faucon
- Milo Ventimiglia: Rupert Allen
- Derek Jacobi: Comte Fernando D'Ailieres
- Paz Vega: Maria Callas
- Geraldine Somerville: Princesa Antoinette de Mònaco
- Robert Lindsay: Aristotelis Onassis
- Nicholas Farrell: Jean-Charles Rey
- Roger Ashton-Griffiths: Alfred Hitchcock
- Jeanne Balibar: Comtessa de Baciocchi
- Yves Jacques: Sr. Delavenne
- Olivier Rabourdin: Émile Pelletier
- Flora Nicholson: Phyllis Blum
- Philip Delancy: Robert McNamara

## Producció
El guió, escrit per Arash Amel, va estar en la Llista Negre de Hollywood dels millors guions sense produir del 2011 i es va vendre amb una generosa oferta al productor francès Pierre-Ange Le Pogam.
La seva producció va començar el setembre de 2012 a Paris i Menton. L'octubre de 2012, la producció es va moure cap a Itàlia, primer a Grimaldi, el poble a prop de Ventimiglia que té el nom de la casa reial de Mònaco, i després a Mortola, a la Villa Hanbury. L'equip productor va aconseguir el permís necessari per tancar la plaça principal de Mònaco durant 24 hores entre el 29 i 30 d'octubre de 2012 per rodar-hi escenes de la pel·lícula. Durant el rodatge, es va poder veure tot el seu equip filmant dintre i fora del Casino de Montecarlo. El novembre de 2012 i, de nou, el gener de 2013, la producció es va traslladar a Gènova, al palau reial de Via Balbi, on la Sala dels Miralls va esdevenir una rèplica de la residència reial de Mònaco.

### Muntatge final
El director de la pel·lícula, Oliver Dahan, va comentar en públic les desavinences que havia tingut amb el distribuïdor estatunidenc de la pel·lícula, Harvey Weinstein, sobre el muntatge final de la cinta. Va explicar al diari francès Libération: "Està bé lluitar, però quan t'enfrontes a un distribuïdor estatunidenc com en Weinstein, sense dir noms, no hi ha massa que es pugui fer. O li dius que se'n vagi a pastar fang o acceptes el xantatge. Hi ha dues versions de la pel·lícula: la meva i la d'ell, la qual trobo catastròfica."
L'abril de 2014, només dues setmanes abans de tenir la seva estrena a Canes, la revista Variety va publicar que Weinstein estava considerant abandonar la distribució estatunidenca de la pel·lícula. Setmanes més tard Weinstein va decidir mantenir-la. Malgrat tot, Weinstein va dir que al muntatge que s'havia ensenyat a Canes li faltava una escena clau que abordaria les preocupacions legítimes plantejades per la família reial de Mònaco sobre la pel·lícula de Dahan. Encara que Amel mai va comentar res públicament sobre la dilatació en la producció del muntatge final, va preferir no anar al Festival de Canes on es va estrenar el muntatge del director.